# Mun Ji-yun
Mun Ji-yun (kor. 문지윤; ur. 19 kwietnia 1971) – południowokoreańska judoczka. Dwukrotna olimpijka. Zajęła szesnaste miejsce w Barcelonie 1992. Piąta w turnieju pokazowym w Seulu 1988. Startowała w wadze ciężkiej.
Mistrzyni świata w 1991; trzecia w 1993. Srebrna i brązowa medalistka igrzysk azjatyckich w 1990 i brązowa w 1994. Druga i trzecia na mistrzostwach Azji w 1988. Druga na igrzyskach Azji Wschodniej w 1993 roku.

## Letnie Igrzyska Olimpijskie 1988
| Konkurencja | Rundy eliminacyjne        | Rundy eliminacyjne      | Klas. końcowa |
| Konkurencja | Przeciwnik I              | Przeciwnik II           | Miejsce       |
| ----------- | ------------------------- | ----------------------- | ------------- |
| +72 kg      | Angelique Seriese (NED) P | Margaret Castro (USA) P | 6.            |

## Letnie Igrzyska Olimpijskie 1992
| Konkurencja | Rundy eliminacyjne    | Klas. końcowa |
| Konkurencja | Przeciwnik I          | Miejsce       |
| ----------- | --------------------- | ------------- |
| +72 kg      | Claudia Weber (GER) P | 16.           |